# Champrougier
Champrougier é uma comuna francesa na região administrativa de Borgonha-Franco-Condado, no departamento de Jura. Estende-se por uma área de 8,73 km². Em 2010 a comuna tinha 104 habitantes (densidade: 11,9 hab./km²).